# Іржавець (Прилуцький район)
Іржа́вець — село в Україні, у Прилуцькому районі Чернігівської області. Населення становить 733 особи. Входить до складу Ічнянської міської громади.

## Географія
Село розташоване на півночі району, у якому бере початок річка Іржавець, права притока Смошу. Нижче за течією на відстані 1,5 км розташоване село Ступаківка. На річці зроблено кілька загат. Через село проходить автомобільна дорога  Т 2515.
Відстань від Чернігова — близько 150 км (автошляхами — 168 км), до Ічні — 16 км. Найближча залізнична станція — Ічня на лінії Бахмач — Прилуки Полтавської дирекції залізничних перевезень за 18 км.
Площа села близько 3 км². Висота над рівнем моря — 164 м.
На південь від села розташований лісовий заказник місцевого значання «Діброва-ІІ».

## Історія
Поблизу села знайдені залишки ранньослов'янського поселення Черняхівської культури (II-VI століття).
Засноване у XVI столітті: перша письмова згадка датується 1724 роком. 
На мапі 1816 року, мапах Шуберта 1832 і 1869 років, мапі Прилуцького повіту 1900 року позначене як Ржавець. У 1912 році - Ржовець.
У Іржавці мешкала дворянські родини Ревуцьких і Стороженків. Садибу Ревуцьких свого часу часто відвідували письменник Лев Миколайович Толстой, композитор Микола Віталійович Лисенко, художник Микола Миколайович Ґе, актриса Ганна Петрівна Затиркевич-Карпинська, композитори Платон Іларіонович Майборода, Віталій Дмитрович Кирейко, драматург Олексій Федотович Коломієць, учні Левка Миколайовича Ревуцького.
На фронтах Другої світової війни в лавах сталінської армії воювало 623 жителів Іржавця, 127 з них за мужність і відвагу, проявлені в боях, нагороджені орденами і медалями СРСР, 449 — загинули. На їх честь у 1975 році в селі споруджено обеліск Слави.
У повоєнний період у селі знаходилася центральна садиба колгоспу імені Жовтневої революції, за яким було закріплено 5477 гектарів сільськогосподарських угідь, у тому числі 4744 га орної землі. Це були багатогалузеві господарства, де вирощували зернові і технічні культури, займалося м'ясо-молочним тваринництвом.
На початку 1970-х населення села становило 1265 осіб. Нині в селі живе 633 мешканців.
До 2017 року орган місцевого самоврядування — Іржавецька сільська рада.

## Населення

### Мова
Розподіл населення за рідною мовою за даними перепису 2001 року:
| Мова       | Кількість | Відсоток |
| ---------- | --------- | -------- |
| українська | 827       | 98.45%   |
| російська  | 13        | 1.55%    |
| Усього     | 840       | 100%     |

## Інфраструктура
У селі є загальноосвітня школа, клуб, бібліотека, дільнича лікарня, дитячий садок, магазини, відділення зв'язку.

## Пам'ятки
- Іржавецький музей-садиба Л. М. Ревуцького — музей братів Ревуцьких. Відкритий за постановою ЮНЕСКО 15 липня 1989 року, коли світова громадськість вшановувала 100-річчя з дня народження Левка Миколайовича Ревуцького[6].

## Видатні земляки
- Кобзар Грицько
- Стороженко Микола Ілліч — історик літератури;
- Ревуцький Лев Миколайович — український композитор, педагог, музичний і громадський діяч;
- Ревуцький Дмитро Миколайович  — музикознавець, фолкльорист;
- Ревуцький Валер'ян Дмитрович — театрознавець, педагог і театральний критик;
- Ревуцька Олександра Дмитрівна  — шкільний вчитель, фольклорист.
- Моісеєнко Володимир Миколайович (1974-2014) — герой АТО.